# Marziano Capella
Marziano Minneio Felice Capella (in latino Martianus Mineus Felix Capella; Madaura, IV secolo – V secolo) è stato un grammatico romano, noto per il suo trattato didattico De nuptiis Philologiae et Mercurii che ebbe grande fortuna nel Medioevo.

## Biografia
Le informazioni disponibili sulla vita di Marziano, che si faceva chiamare Felice o Felice Capella, sono molto scarse e in parte dubbie, ricavate da allusioni autobiografiche presenti nelle sue opere. Mancano informazioni cronologiche e nella ricerca sono state espresse opinioni molto diverse sulle date della sua vita; le congetture hanno oscillato tra la fine del III e l'inizio del VI secolo, e oggi si ipotizza di solito il V o l'inizio del VI secolo. 
Marziano nacque probabilmente a Madaura (secondo quanto riferisce Cassiodoro). In ogni caso, sembra che abbia trascorso la maggior parte della sua vita a Cartagine. Anche le ipotesi sulla sua professione e sulle sue origini sociali sono speculative. Si è ipotizzato che provenisse da un ambiente contadino e fosse autodidatta. Secondo un'altra opinione, più diffusa nella ricerca, egli apparteneva alla classe superiore. Da una formulazione poco chiara, si è dedotto che fosse un proconsole in Africa. 
Non è inoltre chiaro se Marziano fosse cristiano. È da notare che la sua opera non contiene alcuna allusione al cristianesimo. Questo silenzio e alcuni altri indizi, tra cui la descrizione dei luoghi abbandonati degli oracoli del dio Apollo, suggeriscono che egli fosse un seguace dell'antica religione, i cui contenuti principali volle riassumere nella sua opera. I ricercatori hanno persino sospettato una velata spinta anticristiana..

## De nuptiis Philologiae et Mercurii
Ci è noto per il trattato didattico indirizzato a suo figlio, Le nozze di Filologia con Mercurio, noto anche come "De septem disciplinis" o "Satyricon", scritto in forma di prosimetro, ossia un misto di prosa e versi di vari metri.
L'opera è peculiare per il suo impianto allegorico, con l'ascesa al cielo di Filologia accompagnata dalle arti liberali per sposare Mercurio, ovvero l'Eloquenza. 
I nove libri dell'opera sono così intitolati:

Liber I: De nuptiis Philologiae et Mercurii

Liber II: De nuptiis Philologiae et Mercurii

Liber III: De arte grammatica

Liber IV: De arte dialectica

Liber V: De rhetorica

Liber VI: De geometria

Liber VII: De arithmetica

Liber VIII: De astronomia

Liber IX: De harmonia
Le arti liberali sono ridotte dall'Autore da nove a sette, poiché, dopo le dotte esposizioni delle arti del Trivio - Grammatica, Dialettica, Retorica - e del Quadrivio - Aritmetica, Geometria, Astronomia e Musica -  alle ultime due, Medicina e Architettura, non viene permesso di parlare alla festa nuziale, che si è prolungata troppo.
L'autore utilizza varie fonti nella compilazione della sua opera, fra cui Varrone Reatino e Apuleio. Il suo non è certo un latino molto raffinato: la prosodia talvolta lascia a desiderare e molte metafore appesantiscono la narrazione. 
In età medievale e rinascimentale vennero effettuate aggiunte e rettifiche di ogni tipo al testo originario. Essa risulta, in effetti, una specie di enciclopedia dell'erudizione classica diffusissima nel Medioevo cristiano. Un noto commento fu pubblicato dal grammatico neoplatonico Remigio d'Auxerre che lesse Boezio alla luce del consimile filosofo Scoto Eriugena.

## Riconoscimenti
Il cratere Capella, sulla Luna, è stato battezzato in suo onore.

## Edizioni e traduzioni
- Martiani Minei Felicis Capellae Afri Carthaginiensis, De Nuptiis Philologiae et Mercurii et de septem artibus liberalibus Libri novem, edidit Ulricus Fridericus Kopp. Francofurti ad Moeunum: apud F. Varrentrapp, 1836.
- (LA)  Martianus Capella, accedunt scholia in Caesaris Germanici Aratea, Franciscus Eyssehardt (a cura di), Lipsiae in aedibus B. G. Teubneri, 1866.
- (LA)  De Nuptiis Philologiae et Mercurii, ed. Adolfus Dick, 2. ed. 1925, 3. ed. Stuttgart 1978
- (LA)  Martianus Capella, ed. J. Willis, Leipzig 1983.
- Le nozze di Filologia e Mercurio. Introd., trad., comment. e appendici di Ilaria Ramelli, Milano, Bompiani 2001.
- (EN)  Martianus Capella and the Seven Liberal Arts, edd. W.H. Stahl, R. Johnson, E.L. Burge, vol. 2: The Marriage of Philology and Mercury, New York-London, Columbia University Press, 1977.
- (DE)  Martianus Capella. Die Hochzeit der Philologia mit Merkur, ed. Hans Günter Zekl, Würzburg 2005.
- (FR)  Martianus Capella. Les noces de Philologie et de Mercure. Livre I, ed. critica e traduzione di Jean-Frédéric Chevalier, Parigi, Les Belles Lettres, 2014.
- (FR)  Martianus Capella. Les noces de Philologie et de Mercure. Livre IV : la dialectique, ed. critica e traduzione di M. Ferré, Parigi, Les Belles Lettres, 2007.
- (FR)  Martianus Capella. Les noces de Philologie et de Mercure. Livre VI : la géométrie, ed. critica e traduzione di M. Ferré, Parigi, Les Belles Lettres, 2007.
- (FR)  Martianus Capella. Les noces de Philologie et de Mercure. Livre VII : l'arithmétique, ed. critica e traduzione di J.-Y. Guillaumin, Parigi, Les Belles Lettres, 2003.
- (FR)  Martianus Capella. Les Noces de Philologie et de Mercure. Livre IX : L'harmonie, ed. critica e traduzione di Jean-Baptiste Guillaumin,  Parigi, Les Belles Lettres, 2011.
- (IT)  Martiani Capellae De nuptiis Philologiae et Mercurii liber IX, introd. trad. e comm. di L. Cristante, Padova, Antenore 1987.
- (IT)  Le nozze di Filologia e Mercurio, a cura di Ilaria Ramelli, Milano, Bompiani, 2001.
- (IT)  Scoto Eriugena, Remigio di Auxerre, Bernardo Silvestre e Anonimi, Tutti i commenti a Marziano Capella. Testo latino a fronte, a cura di Ilaria Ramelli, Milano, Bompiani, 2006.